# Церква Милосердя святої Марії (Фейра)
Це́рква Милосе́рдя свято́ї Марі́ї (порт. Igreja da Misericórdia de Santa Maria)  — католицька церква в Португалії, окрузі Авейру, муніципалітеті Санта-Марія-да-Фейра, парафії Санта-Марія-да-Фейра, Траванка, Санфінш і Ешпрагу (колишня Фейра). Використовується як храм Авейрівської діоцезії. Патрон — Діва Марія, на честь якої названа церква. Збудована в XVI—XVIII століттях. Громадська пам'ятка Португалії (2012).  